# Citroën DS3 R5
Citroën DS3 R5 – samochód rajdowy, grupy R5, zaprezentowany po raz pierwszy podczas Rajdu Portugalii 2013.

## Dane techniczne
| Silnik            | czterocylindrowy szesnastozaworowy EP6 CDT produkcji PSA      |
| Pojemność skokowa | 1598 cm3                                                      |
| Moc               | 280 KM przy 6000 obr./min                                     |
| Moment obrotowy   | 400 Nm przy 2500 obr./min                                     |
| Maksymalne obroty | 7500 obr./min                                                 |
| Hamulce           | czterorłoczkowe przód i tył Ø355 mm (asfalt) Ø300 mm (szuter) |
| Koła              | asfalt 8“x18“, szuter 7“x15“                                  |
| Opony             | asfalt 235/40 R18, szuter 215/60 R15                          |

## Sukcesy w rajdach
Zwycięstaw w Rajdowych Mistrzostwach Świata (WRC 2)
| Nr | Rajd                                | Sezon | Kierowca          | Pilot           |
| -- | ----------------------------------- | ----- | ----------------- | --------------- |
| 1  | 83ème Rallye Automobile Monte-Carlo | 2015  | Stéphane Lefebvre | Stéphane Prévot |
Zwycięstwa w Rajdowych Mistrzostwach Europy (ERC)
| Nr | Rajd                   | Sezon | Kierowca    | Pilot        |
| -- | ---------------------- | ----- | ----------- | ------------ |
| 1  | 74. Circuit of Ireland | 2016  | Craig Breen | Scott Martin |